# Abney
Abney – wieś w Anglii, w hrabstwie Derbyshire, w dystrykcie Derbyshire Dales. Leży 46 km na północ od miasta Derby i 228 km na północny zachód od Londynu.